# Mariano Balleza
Mariano Balleza är en ort i Mexiko.   Den ligger i kommunen Balleza och delstaten Chihuahua, i den nordvästra delen av landet, 1 100 km nordväst om huvudstaden Mexico City. Mariano Balleza ligger 1 568 meter över havet och antalet invånare är 2 087.
Terrängen runt Mariano Balleza är kuperad åt sydost, men åt nordväst är den platt. Mariano Balleza ligger nere i en dal. Runt Mariano Balleza är det glesbefolkat, med 8 invånare per kvadratkilometer. Mariano Balleza är det största samhället i trakten. Omgivningarna runt Mariano Balleza är i huvudsak ett öppet busklandskap.